# Історія хвороби (фільм)
Історія хвороби (рос. История болезни) — радянський художній фільм 1990 року, знятий режисером Олексієм Праздніковим.

## Сюжет
Під час Громадянської війни офіцер-медик відправляється на прохання матері на пошуки молодшого брата і клянеться їй доставити того назад живим. Однак його молодший брат, доброволець, що не побажав залишити ескадрон і незабаром був смертельно поранений. Старший же потрапив в полон до червоних і не був розстріляний лише завдяки своїй професії. Тепер він перебуває в лікарні, правда, в якості пацієнта, і під час нападів шизофренії йому весь час бачиться молодший брат...

## У ролях
- Олександр Галибін — старший брат
- В'ячеслав Захаров — лікар/генерал (в титрах В. Захар'єв)
- Антоніна Шуранова — мати
- Олександр Романцов — молодший брат
- Дмитро Дадонов — епізод
- Андрій Дежонов (Анісімов) — епізод
- Михайло Зонов — епізод

## Знімальна група
- Сценаріст : Л. Єфімов
- Режисер : Олексій Праздніков
- Оператори : Павло Засядко, Кирило Мошкович
- Композитор : Борис Арапов
- Художник : Кирило Мошкович